# Jhonatan Vaz
Jhonatan Vaz, vollständiger Name Jhonatan Eduardo Vaz Silva Caballero, (* 5. September 1987 in Tacuarembó) ist ein uruguayischer Fußballspieler.

## Karriere
Der 1,91 Meter große Torhüter Vaz war zunächst für den Tacuarembó FC aktiv und spielte mindestens 2009 für den Amateurklub Defensor. Er holte mit seinem von Javier Duarte trainierten Verein Wanderers Juvenil aus heimischen Tacuarembó die unter der Bezeichnung "Maestra Teresita Pérez" firmierende Departamento-Meisterschaft des Jahres 2013 in der Divisional A der Asociación de Fútbol de Tacuarembó. 2014 gewann er mit der Departamento-Auswahl des Departamento Tacuarembó den Titel des Uruguayischen Meisters des Landesinneren (Cempeón del Interior), der zwischen den Departamento-Auswahlen ausgespielt wird. Zu dieser Zeit agierte er auf Vereinsebene ebenfalls für die Wanderers. Ein Vereinswechsel zu Saladero aus Salto war zu diesem Zeitpunkt bereits beschlossen. Er steht mindestens seit der Clausura 2015 erneut im Kader des seinerzeitigen uruguayischen Erstligisten Tacuarembó FC. Zu einem Einsatz in der Primera División gelangte er dort nicht. Jedoch saß er in jener Halbserie seines Engagements nahezu regelmäßig als Ersatztorhüter bei den Erstligaspielen auf der Reservebank. Nach dem Abstieg am Saisonende bestritt er in der Spielzeit 2015/16 eine Zweitligabegegnung.